# Haageocereus chilensis
Haageocereus chilensis är en kaktusväxtart som beskrevs av Friedrich Ritter och David Richard Hunt. Haageocereus chilensis ingår i släktet Haageocereus och familjen kaktusväxter. Inga underarter finns listade i Catalogue of Life.